# ベリック (ブランド)
ベリック (Berik) は、イタリア人デザイナー、リッカルド・ベルノッキによってデザインされたフィレンツェ発祥のバイクウェア・ブランドである。日本ではボスコモトが総輸入元である。現在ボスコ・モトが商標権を所有しており、ヨーロッパをはじめ、世界的に販売されているブランドである。

## 概要
- 1969年、イタリア、フィレンツェにて誕生。
- 2014年からはEICMAにて発表されたBERIK2.0プロジェクトを始動。モーターサイクルにおける安全性の向上を目指す。これは現在に至るまで続けられている。

## 主なユーザー
過去に使用していた人物も含む。
- 青山博一
- 伊藤真一
- 玉田誠
- 富沢祥也
- 中須賀克行
- 中冨伸一
- 中野真矢
- 成田匠
- アレックス・バロス
- エクトル・ファウベル
- オット・ピ
- クリス・バーミューレン
- ジョルディ・タレス
- スコット・ラッセル
- セバスチャン・ポルト
- トロイ・ベイリス
- リッキー・カーマイケル
- ルベン・チャウス
- ロベルト・ロルフォ
- ロリス・カピロッシ
- キコ・マリア
- ラファエレ・デ・ロサ
- ダニエル・ファルゾン（英語版）

## その他
- 実写映画『ひみつのアッコちゃん』において、主演の綾瀬はるかがバイクレーサー姿に変身した際にスーツ一式を身に着けている[1]。
- 2011年5月15日放送の「芝刈り機祭り」では、宮川大輔が法被風ツナギを着用した。
- 日本人向けの足型で日本のトップトライアルライダーの意見を取り入れて完成した1足[2]。